# Денис Димитров
Денис Димитров е български спринтьор. Той е европейски вицешампион за юноши в спринта на 100 метра през 2013 г. (Риети), както и европейски вицешампион под 23 г. на 100 метра през 2015 г. (Талин).
На Световното първенство по лека атлетика през 2013 г. (Москва) завършва на 30-то място.
Личният му рекорд на 100 m e 10,16 сек, което е третият най-добър резултат в историята на българската лека атлетика.